# Долгая война
Долгая война (в историографии также называемая «Тринадцатилетней войной» или «Пятнадцатилетней войной» — в зависимости от того, какой год считать её началом) — одна из многочисленных войн между Габсбургской монархией и Османской империей.

## Предыстория
В 1568 году Австрийская империя и Османская империя заключили мирный договор, продлевавшийся в 1574 и 1583 годах. После подписания договора австрийцы и их союзники выстроили на линии границы цепь опорных пунктов, предназначенных для защиты внутренних районов от вторжений противника; османская сторона сделала то же самое.
Однако, несмотря на формальный мир, на отдельных участках протяжённой хорватско-боснийской границы по-прежнему имели место ограниченные военные действия и стычки. В 1591 году османский губернатор Боснии Хасан-паша взял несколько фортов на западном (хорватском) участке границы, а на реке Купа, возле Петриньи, построил новый форт. Габсбурги, зная о плохом состоянии обороны своих границ, сочли это враждебным актом, но попытались избежать обострения ситуации с помощью дипломатии. В 1593 году Хасан-паша, форсировав реку Купа, взял в осаду форт Сисак. Тот, кто владел Сисаком, держал под контролем проходившие по берегам Савы дороги, которые вели к Загребу и далее в Австрию, поэтому австрийцы были вынуждены отреагировать. Спешно собранные для оказания поддержки гарнизону форта австрийские силы наголову разгромили в битве при Сисаке нарушителей границы, многие из которых были убиты (в том числе и сам Хасан-паша). Коджа Синан-паша, в очередной раз ставший великим визирем Османской империи, посчитал это достаточным поводом для начала войны.

## Ход боевых действий

### 1593—1596 годы
В июле 1593 года Коджа Синан-паша лично повёл армию в поход на запад. Сначала небольшие силы осадили Сисак, затем основные силы в октябре атаковали Веспрем и Варпалота. Габсбургские силы подошли лишь после того, как турецкая армия ушла на зимние квартиры.
В марте 1594 года габсбургская армия под номинальным руководством эрцгерцога Маттиаса (реальным командующим был Миклош Пальфи) взяла Ноград и двинулась на Эстергом. Осада Эстергома началась в мае, но в июне её пришлось снять из-за приближения основных османских сил. В середине июля турецкая армия взяла город Тата и осадила Эстергом. 29 сентября Эстергом капитулировал на условиях свободного выхода гарнизона (в 1595 году командир гарнизона Эстергома был казнён по обвинению в предательстве). После этого Коджа Синан-паша осадил Комарно, но три недели осады показали, что сил для взятия города у турок недостаточно.
В начале 1595 года умер султан Мурад III. Его сын Мехмед III унаследовал государство, находившееся в полном расстройстве. Противники турок тоже не сидели сложа руки, император Священной Римской империи Рудольф II и правитель Трансильвании Жигмонд Батори подписали соглашение о совместных действиях против турок, к которому впоследствии присоединились господарь Валахии Михай Храбрый и правитель Молдавии Арон Тиран. На некоторое время основным полем битвы стали районы, прилегающие к Восточному Дунаю. В августе 1595 года Михай разбил турок в сражении у деревни Кэлугэрени, а затем, объединившись с трансильванским войском, которым командовал Иштван Бочкаи, взял Тырговиште, Бухарест и Брэилу. На некоторое время Валахия оказалась освобождённой от турок.
Тем временем на западном фронте силы Габсбургов, которыми руководил Карл фон Мансфельд, взяли Дьёр, Эстергом и Вишеград, но не позаботились осадить ключевую турецкую крепость в Венгрии — Буду. Османская армия начала осаду .
Стало очевидно, что существовала крайняя необходимость в принятии новой стратегии, которая подняла бы престиж султана и империи. На совещании, проведённом великим визирем, было решено, что новый, ещё неопытный султан, должен встать во главе своей армии (такого не делал ни один султан начиная с 1566 года). В апреле 1596 года Коджа Синан-паша умер, и новым великим визирем стал Дамат Ибрагим-паша. Взяв важную крепость Эгер, турки хотели разорвать связь между союзными австрийцами и Трансильванией и тем самым переломить военную ситуацию. В июне османская 100-тысячная армия выступила в поход, чтобы соединиться с войсками, находившимися на линии крепостей, и 13 октября Эгер, который был ключом к горной Венгрии, пал.
Султан продолжил наступление, чтобы противостоять армии Габсбургов. 25 октября 1596 года усиленная татарскими подкреплениями османская армия столкнулась возле равнины Мезё-Керестеш с основными силами австрийской армии и трансильванцами. В Керестецком сражении, единственном крупном сражении войны, турки вышли победителями. В результате путь в Священную Римскую империю был открыт. После этого султан, которого не слишком привлекала роль главнокомандующего, предложил занять этот пост великому визирю, а сам вернулся в Стамбул. Однако ссоры внутри османской армии не позволили получить никаких преимуществ от военных успехов.

### Крепостная война (1597—1604)
1597—1598 годы конфликт принял форму крепостной войны, в которой постоянно чередовались захват и отвоевывание стратегически важных укреплений, но серьёзных изменений не происходило. 
В 1598 году войскам Габсбургов под командованием Адольфа фон Шварценберга и Миклоша II Палфи удалось отбить у османов крепости Рааб и Веспрем (Вайсбрунн). Последующая осада Буды оказалась неудачной. К 1599 году противники истощили силы, и осенью начались мирные переговоры, но текущее состояние не устраивало ни одну из враждующих сторон, и потому переговоры успеха не имели. Хотя было ясно, что война не найдет победителя, Рудольф II отложил окончание, поскольку считал, что победа над турками — лишь вопрос времени.
Однако в 1600 году инициативу снова перехватили турки. Габсбургская крепость Папа изначально была потеряна из-за предательства французских наемников. Над Веной вновь нависла угроза. После двухмесячной осады турки наконец смогли взять важную крепость Надьканижу. В 1601 году Габсбурги попытались вернуть Надьканижу, но безуспешно, однако им удалось взять Секешфехервар. 18 октября имперское 30-тысячное войско разбило армию турок при Шаррете. В августе 1602 года Лала Мехмед-паша отбил Секешфехервар. 1603—1604 год прошли в борьбе обеих сторон за Буду и Пешт. В сентябре 1604 года турки отвоевали Пешт.

### Восстание Бочкаи. Конец войны

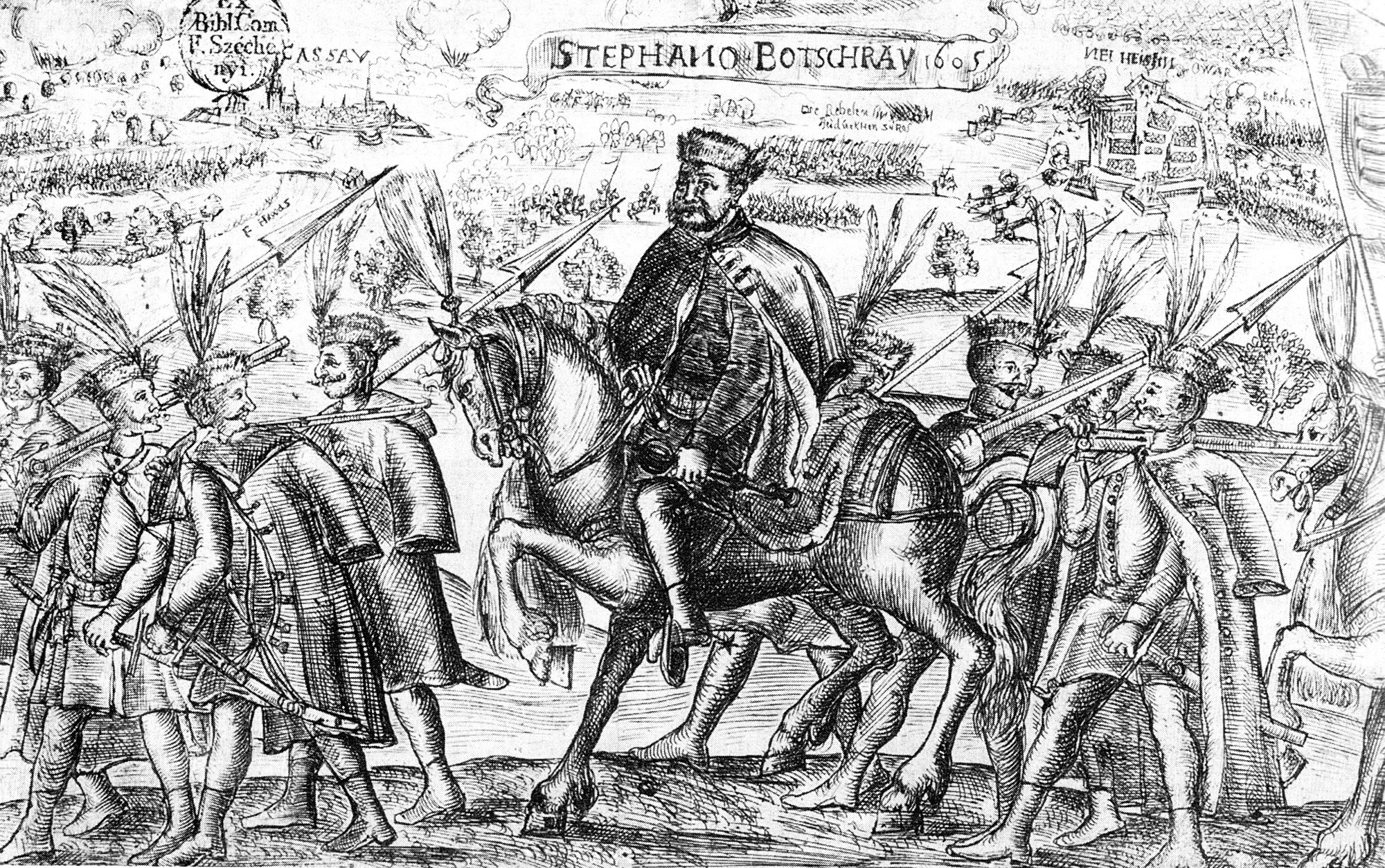
Гайдуки Бочкаи в походе

После смерти в 1603 году султана Мехмеда III его преемником стал тринадцатилетний Ахмед I. К этому времени Малая Азия была охвачена беспорядками, в других районах империи также было неспокойно, а в 1603 году началась очередная война с Персией.
Политика Габсбургов, направленная на борьбу с Реформацией, лишила их поддержки протестантских государств, которые были их потенциальными союзниками. Более того, их притеснения протестантов в Трансильвании привели к тому, что в 1604 году дворянин Иштван Бочкаи поднял там антигабсбургское восстание, предпочтя покровительство мусульман-турок власти христиан-Габсбургов. Он был выбран князем Трансильвании. Воспользовавшись отвлечением австрийских сил на борьбу с Бочкаи, турки в 1605 году вернули Эстергом.
После окончания в ноябре 1605 года восстания Бочкаи, Габсбурги повернулись к туркам. 3 декабря 1605 года при Рабахидвеге фельдмаршал Тилли смог отразить турецко-татарско-гайдуцкий набег.

## Результаты
Из-за надвигающейся опасности войны на два фронта — против Габсбургов на северо-западе и персов на востоке — султан должен был пойти на мир и впервые признать императора в качестве равного партнера на  переговорах. 11 ноября 1606 года в пограничной деревне Житваторок был подписан мирный договор. Помимо множества других положений, договор закреплял за каждой из сторон те территории, которые она в тот момент удерживала, что дало Османской империи весьма скудное приобретение в виде всего двух новых крепостей — Эгера и Надьканижи. В обмен на разовую выплату 200 тысяч флоринов отменялась ежегодная «дань», которую император Священной Римской империи платил султану.